# Samuel Cohen (wetenschapper)
Samuel Theodore Cohen (Brooklyn (New York), 25 januari 1921 – Los Angeles, 28 november 2010) was een Amerikaans wetenschapper en bedenker van de neutronenbom.

## Biografie
Zijn Joodse ouders kwamen oorspronkelijk uit Londen, maar hij bracht zijn hele jeugd door in New York. Hij behaalde zijn doctoraal in de theoretische natuurkunde aan de universiteit van Californië, Los Angeles (UCLA). In 1944 en 1945 werkte hij in Los Alamos aan het Manhattanproject. Hij werkte in de zogenaamde "efficiency-group" en maakte berekeningen over hoe de neutronen zich zouden gedragen in het wapen dat later op de Japanse stad Nagasaki gegooid zou worden, Fat Man.
Na de Tweede Wereldoorlog zette hij zijn werk voort bij de RAND Corporation, een Amerikaanse denktank voor militair advies. In 1950 werden veel van zijn onderzoeksresultaten over de intensiteit van de fall-out publiekelijk gemaakt, nadat die in het boek The Effects of Atomic Weapons van Samuel Glasstone als appendix waren toegevoegd. Verder was Cohen verantwoordelijk voor het rekruteren van de grote strateeg Herman Kahn tot de RAND Corporation.
Tijdens de Vietnamoorlog pleitte Cohen voor het inzetten van neutronenbommen omdat dit veel Amerikaanse levens zou kunnen sparen. Echter, veel Amerikaanse politici verzetten zich fel tegen de strategie van Cohen. Bovendien zagen veel wetenschappers het nut niet in van de neutronenbom. President Carter stelde de bouw van neutronenbommen in 1978 nog uit, maar tijdens Ronald Reagans presidentschap, wist Cohen Reagan van het nut van de neutronenbom te overtuigen en naar verluidt zijn er in die periode 700 gemaakt: 350 om te worden afgeschoten met 200 millimeter houwitsers en 350 W70-raketkoppen om te worden gelanceerd met de Lance-raket. Ze werden nooit op het slagveld ingezet en na de Koude Oorlog ontmanteld.
Cohen bleef altijd in zijn wapen geloven, zo zei hij:
Het is het enige nucleaire wapen waarmee het ergens op slaat een oorlog te voeren. Wanneer de oorlog over is, is de wereld nog steeds intact.